# Détenus libanais en Syrie
Les détenus libanais en Syrie sont estimés à plusieurs centaines - 622 selon un chiffre de 2024. Ils avaient disparu pendant la guerre du Liban (1975-1990) et pendant l'occupation syrienne du Liban, qui a duré jusqu'en 2005. Ils appartenaient à divers partis politiques, ils étaient militants ou journalistes. La situation des détenus dans les prisons syriennes font l'objet de débats publics au Liban, les familles exigeant de connaître leur sort et demandant leur libération. Ils constituent un problème humanitaire et politique au Liban et en Syrie.  
Malgré le déni du régime syrien concernant la présence de détenus libanais dans ses prisons, plusieurs ont été libérés à diverses occasions,.
Le 5 décembre 2024, Hay'at Tahrir al-Sham a annoncé la libération d'environ 100 prisonniers libanais de la prison de Hama à la suite d'affrontements à Alep, redonnant espoir aux familles des détenus,.

## Histoire
Pendant la guerre du Liban, les forces syriennes sont entrées au Liban dans le cadre de la Force arabe de dissuasion. De nombreuses personnes ont été arrêtées et transportées dans les prisons syriennes sous diverses accusations, telles que la collaboration avec Israël, l’opposition au régime syrien ou l’affiliation à des partis politiques spécifiques. Même après la guerre, les arrestations se sont poursuivies, visant particulièrement les dissidents politiques. Beaucoup de ces détenus ont été envoyés dans des prisons syriennes notoires comme Tadmor, Sednaya,, Mezzeh, Damas, Alep, Adra, Hama, Suwayda, Homs et Far' Falastin.
- 1998: La Syrie a libéré 121 détenus libanais[2].
- 2000: La Syrie a libéré 54 détenus libanais[12], affirmant qu'ils étaient les derniers prisonniers politiques restants[2].
- 2009: Une association politique appelée «Association des prisonniers politiques libanais dans les prisons syriennes» dirigée par Ali Abou Dehn, a été fondée à Beyrouth [13] pour aider les détenus[14].
- 5 décembre 2024 : Hay'at Tahrir al-Sham a annoncé la libération d'environ 100 prisonniers libanais de la prison de Hama à la suite d'affrontements à Alep, redonnant espoir aux familles de détenus qui pensaient que leurs proches étaient peut-être encore en vie[6],[7].

## Nombre de détenus
Déterminer le nombre exact de détenus libanais dans les prisons syriennes est difficile, les estimations variant considérablement. Toutefois, les familles, les associations et les organisations de défense des droits de l’homme estiment que 622  personnes ont été victimes de disparition forcée. Les autorités syriennes nient la présence de détenus libanais dans leurs prisons, mais ces affirmations sont accueillies avec scepticisme par les familles et les groupes de défense des droits de l’homme.

## Efforts

### Efforts locaux
- Des organisations comme SOLIDE ont été créées sous la direction de Ghazi Aad [2] pour représenter les familles et exiger des comptes pour leurs proches disparus.
- Des protestations et des manifestations ont régulièrement lieu devant les ambassades et les institutions gouvernementales libanaises[17].

### Les efforts du gouvernement
- La question a été soulevée sporadiquement lors des négociations libano-syriennes, mais aucun résultat définitif n’a été obtenu[11].
- L’absence de forte pression gouvernementale a entraîné des retards dans la résolution du problème[4].

### Efforts internationaux
- Des organisations comme Amnesty International [17] et Human Rights Watch ont mis en lumière ce problème et appelé les gouvernements libanais et syrien à enquêter sur les disparitions forcées.

## Défis
- Tensions entre le Liban et la Syrie.
- Manque de preuves documentées.
- Négligence régionale et internationale du problème.

## ONG
- Soutien aux Libanais en détention et en exil (SOLIDE) - (دعم المعتقلين والمنفيين اللبنانيين (سوليد, sous la direction de feu Ghazi Aad [2]
- Comité des Familles des Enlevés et Disparus au Liban (CFKDL) : fondé en 1982 [18]
- Act for the Disappeared (ACT) est une organisation libanaise de défense des droits de l'homme, créée en 2010 pour aider au sort des disparus et des disparus au Liban.

## Détenu célèbre
- Boutros Khawand: Membre du parti libanais Kataeb, kidnappé à Beyrouth en 1992 et dont le sort reste inconnu à ce jour.

## Filmographie
- Palmyre (film) réalisé par Lokman Slim et Monika Borgmann